# العلاقات الصينية الكينية
العلاقات الصينية الكينية هي العلاقات الثنائية التي تجمع بين الصين وكينيا.

## مقارنة بين البلدين
هذه مقارنة عامة ومرجعية للدولتين:
| وجه المقارنة                                              | الصين                    | كينيا                         |
| --------------------------------------------------------- | ------------------------ | ----------------------------- |
| المساحة (كم2)                                             | 9.60 مليون               | 581.31 ألف                    |
| عدد السكان (نسمة)                                         | 1.33 مليار               | 48.47 مليون                   |
| الكثافة السكانية (ن./كم²)                                 | 138.54                   | 83.38                         |
| العاصمة                                                   | بكين                     | نيروبي                        |
| اللغة الرسمية                                             | اللغة الصينية القياسية   | اللغة السواحلية، لغة إنجليزية |
| العملة                                                    | رنمينبي                  | شيلينغ كيني                   |
| الناتج المحلي الإجمالي (بليون دولار)                      | 12.24 تريليون            | 74.94 مليار                   |
| الناتج المحلي الإجمالي (تعادل القوة الشرائية) بليون دولار | 19.82 تريليون            | 142.24 مليار                  |
| الناتج المحلي الإجمالي الاسمي للفرد دولار أمريكي          | 8.03 ألف                 | 1.38 ألف                      |
| الناتج المحلي الإجمالي للفرد دولار أمريكي                 | 13.21 ألف                | 2.95 ألف                      |
| مؤشر التنمية البشرية                                      | 0.728                    | 0.548                         |
| رمز المكالمات الدولي                                      | +86                      | +254                          |
| رمز الإنترنت                                              | .cn، .中国 ‏، .中國 ‏      | .ke                           |
| المنطقة الزمنية                                           | توقيت الصين، ت ع م+08:00 | ت ع م+03:00                   |

## مدن متوأمة
في ما يلي قائمة باتفاقيات التوأمة بين مدن صينية وكينية:
- ترتبط تايكانغ مع ماليندي باتفاقية توأمة.
- ترتبط بينغشيانغ مع نيروبي باتفاقية توأمة.
- ترتبط كونمينغ مع نيروبي باتفاقية توأمة منذ 1982.
- ترتبط فوزهو مع مومباسا باتفاقية توأمة منذ 25 أغسطس 1991.[14][15][14][15]

## منظمات دولية مشتركة
يشترك البلدان في عضوية مجموعة من المنظمات الدولية، منها:
| علم المنظمة | اسم المنظمة                                                | تاريخ انضمام الصين | تاريخ انضمام كينيا |
| ----------- | ---------------------------------------------------------- | ------------------ | ------------------ |
|             | مؤسسة التنمية الدولية                                      | 24 سبتمبر 1960     | 3 فبراير 1964      |
|             | يونسكو                                                     | 4 نوفمبر 1946      | 7 أبريل 1964       |
|             | وكالة ضمان الاستثمار متعدد الأطراف                         | 30 أبريل 1988      | 28 نوفمبر 1988     |
|             | الأمم المتحدة                                              | 25 أكتوبر 1971     | 16 ديسمبر 1963     |
|             | العملية المشتركة للاتحاد الأفريقي والأمم المتحدة في دارفور | ?                  | ?                  |
|             | الفريق المعني برصد الأرض                                   | ?                  | ?                  |
|             | الاتحاد البريدي العالمي                                    | ?                  | ?                  |
|             | البنك الدولي للإنشاء والتعمير                              | 27 ديسمبر 1945     | 3 فبراير 1964      |
|             | الاتحاد الدولي للاتصالات                                   | 1 سبتمبر 1920      | 11 أبريل 1964      |
|             | منظمة حظر الأسلحة الكيميائية                               | ?                  | ?                  |
|             | مؤسسة التمويل الدولية                                      | 15 يناير 1969      | 3 فبراير 1964      |
|             | المركز الدولي لتسوية المنازعات الاستشارية                  | 6 فبراير 1993      | 2 فبراير 1967      |
|             | منظمة التجارة العالمية                                     | 11 ديسمبر 2001     | 1995               |
|             | منظمة الشرطة الجنائية الدولية                              | ?                  | ?                  |
|             | البنك الإفريقي للتنمية                                     | ?                  | ?                  |

## وصلات خارجية
- موقع وزارة الخارجية الصينية
- موقع وزارة الخارجية الكينية